# Leptogaster antipoda
Leptogaster antipoda là một loài ruồi trong họ Asilidae. Leptogaster antipoda được Bigot miêu tả năm 1879. Loài này phân bố ở miền Australasia.